# زقين قلبي الأوراق
زقين قلبي الأوراق (الاسم العلمي:Diascia cordata) هو نوع من النباتات يتبع جنس الزقين من الفصيلة الغدبية.